# Saint-Romain-de-Lerps
Saint-Romain-de-Lerps ist eine französische Gemeinde mit 989 Einwohnern (Stand 1. Januar 2022) im Département Ardèche in der Region Auvergne-Rhône-Alpes. Sie gehört zum Arrondissement Tournon-sur-Rhône und zum Kanton Guilherand-Granges.

## Geografie
Saint-Romain-de-Lerps liegt im östlichen Teil des Zentralmassivs.

## Sehenswürdigkeiten
Die Ruinen des mittelalterlichen Château Durtail liegen auf dem Gebiet der Gemeinde.